# ロード・トゥ・ヘル
『ロード・トゥ・ヘル』（原題：Ash wednesday）は、アメリカ合衆国の映画作品。

## キャスト
| 役名             | 俳優                 | 日本語吹替 |
| ---------------- | -------------------- | ---------- |
| フランシス       | エドワード・バーンズ | 家中宏     |
| ショーン         | イライジャ・ウッド   | 山口隆行   |
| グレース         | ロザリオ・ドーソン   | よのひかり |
| モラン           | オリヴァー・プラット | 木村雅史   |
| ホワイティ       | マラキー・マッコート | 村松康雄   |
| ハンディおじさん | ピーター・ゲレッティ |            |
| マホーニー神父   | ジェームズ・ハンディ | 小山武宏   |
| 探偵             | マイケル・マルヘレン |            |
| マーフ           | パット・マクナマラ   | 中博史     |

- その他の声の吹き替え：村竹あおい／石川ひろあき／佐々木省三／飯島肇／原田晃／浦山迅／近藤広務／柴田穂積／林香織／佐々木隆行